# کوسه‌های تیزبینی
کوسه‌های تیزبینی (نام علمی: Carcharhinus) نام یک سرده از خانواده کوسه‌ماهیان درنده است.
کوسه‌های تیزبینی معمولاً گونه‌های بسیار فعال کوسه‌ای هستند که با سرعتی آهسته و متوسط شنا می‌کنند. آنها در طول روز و شب فعال هستند و به ویژه در طول روز در نزدیکی سطح آب قرار دارند. آنها به‌طور کلی تنهازی هستند، اما هنگام شکار ممکن است گروه‌های کوچک و بزرگی تشکیل دهند.